# 黄碾镇
黄碾镇，是中华人民共和国山西省长治市潞州区下辖的一个乡镇级行政单位。2021年4月1日，将原故县街道的八一、长钢、王庄矿、石圪节、王庄村5个社区居委会划归黄碾镇管辖。

## 行政区划
截至2021年末，黄碾镇下辖5个社区及17个行政村：
王庄社区、王庄矿社区、八一社区、石圪节矿社区、长钢社区、故漳南村、故漳北村、故县村、葛家庄村、史家庄村、西沟村、西旺村、东旺村、魏村、坡底村、辛庄村、淹村、贡村、安居村、黄碾北村、黄碾中村和黄碾南村。